# Rhamphomyia versicolor
Rhamphomyia versicolor är en tvåvingeart som beskrevs av Chillcott 1959. Rhamphomyia versicolor ingår i släktet Rhamphomyia och familjen dansflugor. Inga underarter finns listade i Catalogue of Life.